# San Gervasio Bresciano
San Gervasio Bresciano ist eine norditalienische Gemeinde (comune) mit 2659 Einwohnern (Stand 31. Dezember 2023) in der Provinz Brescia in der Lombardei. Die Gemeinde liegt etwa 22 Kilometer südsüdwestlich von Brescia. Sehenswert ist der Bosco del Lusignolo.

## Verkehr
Durch die Gemeinde führt die Autostrada A21 von Turin nach Brescia. Ein Anschluss besteht nicht. 